# Ciak d'oro 2004
La 19ª edizione dei Ciak d'oro si è tenuta nel 2004.

## Vincitori e candidati
I vincitori sono indicati in grassetto, a seguire gli altri candidati.

### Miglior film
- Non ti muovere di Sergio Castellitto

### Miglior regista
- Marco Tullio Giordana - La meglio gioventù

### Migliore attore protagonista
- Luigi Lo Cascio - La meglio gioventù

### Migliore attrice protagonista
- Maya Sansa - Buongiorno, notte

### Migliore attore non protagonista
- Sergio Rubini - L'amore ritorna
  - Eros Pagni- L'amore ritorna
  - Fabrizio Gifuni - La meglio gioventù
  - Roberto Herlitzka - Buongiorno, notte
  - Rodolfo Laganà - Prendimi e portami via

### Migliore attrice non protagonista
- Adriana Asti - La meglio gioventù e Margherita Buy - Caterina va in città (ex aequo)
  - Claudia Gerini - Non ti muovere
  - Giovanna Giuliani - L'odore del sangue
  - Jasmine Trinca - La meglio gioventù

### Migliore produttore
- Angelo Barbagallo - La meglio gioventù
  - Gianluca Arcopinto e Andrea Occhipinti - Ballo a tre passi
  - Aurelio De Laurentiis - Che ne sarà di noi
  - Donatella Botti - L'amore ritorna, L'odore del sangue e Mi piace lavorare (Mobbing)
  - Riccardo Tozzi, Giovanni Stabilini, Marco Chimenz e Giampaolo Letta - Non ti muovere

### Migliore opera prima
- Salvatore Mereu - Ballo a tre passi

### Migliore sceneggiatura
- Francesco Bruni, Paolo Virzì - Caterina va in città
  - Marco Bellocchio - Buongiorno, notte
  - Sergio Rubini, Domenico Starnone, Carla Cavalluzzi - L'amore ritorna
  - Sandro Petraglia, Stefano Rulli - La meglio gioventù
  - Sergio Castellitto, Margaret Mazzantini - Non ti muovere

### Migliore fotografia
- Fabio Cianchetti - The Dreamers - I sognatori
  - Daniele Ciprì - Il ritorno di Cagliostro
  - Paolo Carnera - L'amore ritorna
  - Cesare Accetta - L'odore del sangue
  - Marco Onorato - Primo amore

### Migliore sonoro
- Gaetano Carito - Buongiorno, notte
  - Mauro Lazzaro, Luca Novelli - Io non ho paura
  - Maricetta Lombardo, Elena Denti - L'imbalsamatore
  - Marco Grillo, Claudio Paolucci - La finestra di fronte
  - Gaetano Carito, Pierpaolo Merafino - Ricordati di me e Velocità massima

### Migliore scenografia
- Francesco Frigeri - Non ti muovere
  - Michele Tarantola, Luca Bertolin - Il ritorno di Cagliostro
  - Tullio Morganti, Alessandro Pambianco - L'amore ritorna
  - Fulgenzio Ceccon, Decio Trani - La meglio gioventù
  - Alessandro Zanon - La spettatrice
  - Maricetta Lombardo, Elena Denti - Primo amore

### Migliore montaggio
- Jacopo Quadri - L'odore del sangue e The Dreamers - I sognatori
  - Francesca Calvelli - Buongiorno, notte
  - Claudio Di Mauro - Che ne sarà di noi
  - Fabio Nunziata - Il ritorno di Cagliostro
  - Massimo Fiocchi - Mi piace lavorare (Mobbing) e L'amore ritorna

### Migliore costumi
- Elisabetta Montaldo - La meglio gioventù
  - Silvia Nebiolo - Agata e la tempesta
  - Francesca Sartori - Cantando dietro i paraventi
  - Gemma Mascagni - Che ne sarà di noi
  - Zaira de Vincentiis - Non ti muovere

### Migliore colonna sonora
- Lucio Godoy - Non ti muovere
  - Motel Connection - A/R Andata + Ritorno
  - Andrea Guerra - Che ne sarà di noi
  - Morgan - Il siero della vanità
  - Banda Osiris - Primo amore

### Miglior manifesto
- The Dreamers - I sognatori

### Migliore film straniero
- Mystic River di Clint Eastwood

### Ciak d'oro Mini/Skoda Bello & Invisibile
- Il fuggiasco di Andrea Manni

### Ciak d'oro alla carriera
- Goffredo Lombardo e Franca Valeri